# Superstizioni teatrali
Le superstizioni teatrali sono delle superstizioni tipiche degli attori o comunque del mondo del teatro.

## Il Dramma Scozzese
Secondo una superstizione di origine anglosassone, diffusasi in tutto il mondo, si ritiene che porti sfortuna il dramma Macbeth di William Shakespeare. Per questa ragione, gli attori evitano di pronunciarne il nome quando si trovano dentro un teatro e lo sostituiscono con l'espressione "Il Dramma Scozzese" (in inglese: "The Scottish Play"). Allo stesso modo, si crede che bisognerebbe evitare il più possibile di recitare i brani del dramma che contengono gli incantesimi pronunciati dalle tre streghe.
Nel mondo teatrale anglosassone, quando un attore pronuncia il nome del dramma in teatro, questi deve uscire dal teatro, ruotare su se stesso tre volte, sputare da sopra la spalla sinistra e recitare una battuta di un altro dramma shakespeariano, quindi bussare alle porte del teatro e attendere di essere invitato a rientrare.
Secondo la leggenda più diffusa, per scrivere la canzone delle tre streghe presente nel dramma Shakespeare avrebbe copiato la formula di un sortilegio da delle vere streghe, le quali avrebbero perciò maledetto il dramma per vendicarsi. Secondo un'altra versione della storia, nella prima messa in scena del dramma sarebbero state utilizzate delle vere streghe per impersonare le tre streghe e queste avrebbero recitato sul palco delle vere formule magiche: per questo motivo, da allora l'opera sarebbe maledetta. Una diversa leggenda vuole che nella prima messa in scena del dramma l'attore protagonista che interpretava Macbeth sia morto appena prima o durante la produzione, il che avrebbe causato la sfortuna dell'opera.
Un'altra spiegazione è dovuta al gran numero di duelli con la spada presenti in questa tragedia (più che in ogni altra opera di Shakespeare), e più duelli vengono provati e messi in scena dagli attori, più alta è la possibilità che qualcuno si faccia del male.

## Formule augurali
In pressoché tutte le tradizioni teatrali è considerato malaugurante fare gli auguri di "buona fortuna" o di "buono spettacolo" agli attori prima di uno spettacolo.
Nella tradizione anglosassone le formula comune di "good luck" ("buona fortuna") viene sostituita con l'augurio "break a leg" ("rompiti una gamba"). L'origine esatta di questa espressione è sconosciuta e vi sono varie teorie al riguardo: secondo l'ipotesi più accreditata, "rompersi una gamba" sarebbe un'espressione arcaica per indicare il gesto dell'attore che si inchina per raccogliere gli applausi del pubblico. Nel mondo anglofono l'espressione "break a leg" è divenuta di uso comune anche al di fuori dell'ambiente teatrale, come augurio di buona fortuna non convenzionale.
In Germania viene usata una formula augurale simile, che in tedesco diviene: "Hals und Beinbruch!" ("rompiti una gamba e il collo"). Nel teatro australiano, invece, la formula augurale utilizzata è l'espressione "chookas!", che non ha un significato preciso.
Nella tradizione teatrale di tutti i Paesi di lingua neolatina la formula augurale che si usa prima di uno spettacolo è "Tanta Merda!" (in francese "Merde!", in spagnolo "¡Mucha mierda!", in portoghese "Muita Merda!"). L'uso di questa espressione risale al XVII secolo. In quel periodo il pubblico era solito andare a teatro in carrozza: la presenza di molto pubblico e quindi di molte carrozze comportava anche la presenza davanti al teatro di molti escrementi lasciati dai cavalli di traino; quanto più erano abbondanti gli escrementi di cavallo davanti al teatro dopo lo spettacolo, tanto maggiore era stato il successo di pubblico. Ancora oggi è comune che prima di iniziare ogni spettacolo gli attori si mettano in cerchio dandosi la mano e all'unisono gridino: "Merda! Merda! Merda!".

## Colori proibiti
In quasi tutte le tradizioni teatrali vi sono dei colori che sono considerati sfortunati e che quindi non devono essere indossati o portati dagli attori sul palco o in teatro.
Nel mondo teatrale anglosassone è considerato sfortunato il colore blu (a meno che non sia accompagnato dal color argento). Questa superstizione è dovuta al fatto che un tempo le stoffe di questo colore erano molto costose: accadeva, quindi, che alcune compagnie teatrali, pur non molto floride, si dotassero di costumi blu per compiacere il pubblico, ma poi andassero fallite a causa della spesa eccessiva. Se però la compagnia era talmente ricca da potersi addirittura permettere finiture d'argento, allora il rischio di fallimento si riteneva scongiurato.
Nel mondo teatrale francese, invece, è considerato sfortunato il verde. Si crede che questa superstizione possa derivare dalla leggenda secondo la quale un costume di questo colore sarebbe stato indossato da Molière nella sua ultima interpretazione del Malato immaginario, il 17 febbraio 1673, cui seguì la sua morte poche ore dopo. Secondo un'altra ipotesi, invece, la superstizione deriverebbe dal fatto che le luci in uso nei teatri nel XIX secolo non mettevano in risalto il colore verde, che così appariva sbiadito al pubblico.
In Italia è considerato sfortunato il colore viola. Questa superstizione deriva dal fatto che il viola è il colore dei paramenti liturgici usati in Quaresima. In questo periodo dell'anno (40 giorni prima della Pasqua) nel Medioevo erano vietati tutti i tipi di rappresentazioni teatrali e di spettacoli pubblici. Ciò comportava che questo periodo si traduceva per gli attori in un periodo di mancati guadagni.
Nel mondo teatrale spagnolo, infine, è considerato sfortunato il giallo. La radice di questa superstizione è legata allo spettacolo della corrida: infatti, il mantello del torero è bordeaux all'interno e giallo all'esterno e nel caso in cui un torero venga incornato l'ultimo colore che indosserà sarà appunto il giallo.

## Altro
- Nel mondo teatrale italiano si ritiene che porti sfortuna se il copione cade sul pavimento del palco o per terra durante le prove, dato che la caduta del copione rappresenta metaforicamente il fallimento dello spettacolo. Se questo capita, l'attore che ha fatto cadere il copione deve subito raccoglierlo e batterlo per tre volte consecutive per terra, nel punto esatto in cui è caduto.
- Nel mondo teatrale russo, nel caso in cui il copione cada per terra, chi lo ha fatto cadere deve subito raccoglierlo e sedercisi sopra.

- Nel mondo teatrale anglosassone si ritiene che porti sfortuna che un attore fischi sul palco. Si ritiene che questa superstizione risalga al periodo in cui in Inghilterra i tecnici di scena erano reclutati fra gli equipaggi delle navi. In quel periodo, i tecnici per comunicare fra di loro il cambio di una scena si lanciavano dei brevi fischi, in modo simile a come è in uso fare sui velieri per issare o ammainare le vele. Quindi un attore che avesse fischiato avrebbe potuto creare degli errori dei tecnici, con conseguenti rischi.

- Nel mondo teatrale anglosassone si ritiene che porti sfortuna utilizzare del vero denaro o dei veri gioielli in scena, per cui solo finto denaro o finti gioielli sono ammessi.

- In alcune tradizioni teatrali si ritiene che porti sfortuna effettuare una prova completa e filata senza avere nessun pubblico. Per questa ragione è d'uso quando si effettua una prova filata omettere l'ultima battuta e per le prove generali invitare un piccolo pubblico di amici ad assistere.